# Семінарія
Семінарія (від лат. seminarium — «розсадник») — навчальний заклад для підготовки християнського духовенства. 

## Історія
Заснування семінарій йде від католицьких реформ під час Контрреформації після Тридентського собору, який поліпшив освіту духівництва через створення семінарій як чинних установ під прямим контролем старшого духівництва.

### Історія семінарій у Російській імперії
В Російській імперії (Північно-східній Росії) семінарії (архієрейські школи) почали засновуватися на початку XVIII століття, зазвичай при архієрейських будинках; були переважно становими навчальними закладами для синів духовенства і не мали спочатку на меті підготовку обов'язково священнослужителів, зважаючи на певну нестачу місць для кліриків.
В XVIII столітті повний курс, що був далеко не скрізь, міг займати 8 років за наступними ступенями («класах»): фара (або аналогія), інфіма, граматика, синтаксима, піїтика, риторика, філософія, богослов'я. В основі всієї системи навчання лежало досконале оволодіння латинською мовою; всі інші знання давалися попутно, з читання латинських текстів. Поступове введення грецької почалося в кінці XVIII століття, за митрополита Московського Платона (Левшина). Під впливом митрополита Філарета (Дроздова) в XIX столітті відбувався поступовий відхід від латинський схоластики.
За визначенням статуту 1884, семінарії представляли собою «навчально-виховні заклади для приготування юнацтва до служіння православній церкві». Семінарії знаходилися під загальним управлінням Святішого Синоду, перебували в безпосередньому віданні єпархіальних архієреїв, які мали спостерігали за викладанням, за вихованням учнів і за виконанням правил статуту в загалом.
Семінарії утримувалися на кошти Св. Синоду і на допомогу, що відпускаються з державної скарбівні. Безпосереднє управління семінарією належало ректору, інспекторові і правлінню, що мали збори педагогічні та розпорядчі.
У семінарії приймали молодих людей православного віросповідання з усіх станів. Переважне значення в навчальному курсі семінарій займали богословські науки, але в значному обсязі викладалися і науки загальноосвітні, що входять в курс класичних гімназій.
До кінця 1870-х років випускники семінарій мали вільний доступ до вищих навчальних закладів, нарівні з гімназистами. Потім доступ цей був закритий; згодом (наприкінці XIX століття) найкращим з випускників було дозволено вступати в Томський та Юр'ївський університети.
Навчання в семінаріях було безкоштовним, причому сиріт та дітей бідних батьків приймали на казенне утримання. Найкращі вихованці семінарій після закінчення курсу вступали до духовних академій; велика частина вихованців призначалася єпархіальним начальством на місця священно- та церковнослужителів або на посади вчителів і наглядачів в духовно-навчальні заклади.
На початок XX століття в Російській імперії існувало 55 духовних семінарій, в яких навчалися близько 18 тисяч осіб.

## Католицькі духовні семінарії в Україні

#### Римо-католицькі
- Семінарії Redemptoris Mater в Україні, Дієцезіяльна місійна семінарія Redemptoris Mater Київсько-Житомирської дієцезії
- Дієцезіяльна Вища семінарія Найсвятішого Серця Ісуса Київсько-Житомирської дієцезії
- Вища духовна семінарія Львівської архидієцезії в Брюховичах
- Вища Духовна Семінарія Святого Духа (Городок) в Хмельницькій обл.
- Інститут релігійних наук св. Т.Аквінського (Київ)
- Інститут богословських наук Непорочної Діви Марії (1997)
- Теологічний інститут ім. св. Й.Більчевського (утв. 2009)
- Вища Духовна Семінарія Кам’янець-Подільської дієцезії (утв. 01.10.1991)
- Вища духовна семінарія Київсько-Житомирської дієцезії (1995)
- Вища духовна семінарія Львівської архидієцезії (12.12.1996),

Див. також: Український католицький Університет

#### Греко-католицькі
- Львівська духовна семінарія Святого Духа
- Дрогобицька духовна семінарія блаженних священномучеників Северина, Віталія та Якима
- Івано-Франківська теологічна академія УГКЦ
- Тернопільська вища духовна семінарія імені Патріарха Йосипа Сліпого
- Київська Трьохсвятительська духовна семінарія

## Православні духовні семінарії в Україні

#### Православна церква України (КП)
- Київська православна богословська академія (бакалаврат 4 роки, магістратура 2 роки, аспірантура 3 роки)
- Волинська православна богословська академія
- Дніпровська духовна семінарія
- Львівська православна богословська академія
- Рівненська духовна семінарія

#### УПЦ (Московський патріархат)
1. Волинська духовна семінарія (1796—1964, з 1991)
2. Київська духовна семінарія (1814—1918, з 1989)
3. Одеська духовна семінарія (1838—1920, з 1945)
4. Полтавська Місіонерська Духовна Семінарія (1776—1797, 1862—1918, з 2007)
5. Почаївська духовна семінарія (1925—1939, з 1991)
6. Таврійська духовна семінарія (1869—1918, з 2006)
7. Харківська духовна семінарія (1734—1917, з 1996)                                                                                                                                                                                               8.Сумська духовна семінарія  (з  2015)

## Інші

### Євангельські(Протестантські)
Київська Богословська семінарія (КБС) м.Київ, вул.Горлівська 75
- Українська Теологічна семінарія (Вінниця)
- Українська євангельська теологічна семінарія (з 1992)
- Семінарія Практичного Богослів'я (м. Коростень, Житомирська область)